# جزیره برکنر
جزیره برکنر (انگلیسی: Berkner Island) که قبه‌یخ برکنر و جزیره هابلی نیز نامیده می‌شود، یک قبه‌یخ در سرزمین جنوبی است که بستر سنگی دریا در زیر سطح آب باعث تشکیل یک گنبد توسط یخسار پیرامون آن شده‌است. اگر کلاهک یخی این گنبد ذوب شود، جزیره در زیر آب قرار خواهد گرفت. جزیره برکنر به‌طور کامل با یخ پوشیده شده و با طول ۳۲۰ و عرض ۱۵۰ کیلومتری، حدود ۴۴٬۰۰۰ کیلومتر مربع مساحت دارد.
جزیره برکنر با یخ‌تاق فلیشنر–رن احاطه شده و شمالی‌ترین نقطه آن در فاصله ۲۰ کیلومتری دریای آزاد قرار دارد. این جزیره در محل هم‌پوشانی قلمروهای ادعایی جنوبگان آرژانتین و قلمرو جنوبگان بریتانیا قرار دارد.